# Rändings-Vallsjön
Rändings-Vallsjön är en sjö i Härjedalens kommun i Härjedalen och ingår i Ljusnans huvudavrinningsområde. Sjön har en area på 0,559 kvadratkilometer och ligger 748 meter över havet. Sjön avvattnas av vattendraget Rånden.

## Delavrinningsområde
Rändings-Vallsjön ingår i det delavrinningsområde (691179-134466) som SMHI kallar för Utloppet av Rändings-Vallsjön. Medelhöjden är 784 meter över havet och ytan är 9,44 kvadratkilometer. Räknas de 2 avrinningsområdena uppströms in blir den ackumulerade arean 26,17 kvadratkilometer. Rånden som avvattnar avrinningsområdet har biflödesordning 2, vilket innebär att vattnet flödar genom totalt 2 vattendrag innan det når havet efter 352 kilometer. Avrinningsområdet består mestadels av skog (74 procent) och sankmarker (15 procent). Avrinningsområdet har 0,63 kvadratkilometer vattenytor vilket ger det en sjöprocent på 6,6 procent.